# Campionato mondiale cadetti di scherma 2008
Il Campionato mondiale cadetti di scherma del 2008 ("2008 World Cadets Fencing Championships") è stato organizzato dalla Federazione internazionale della scherma e si è svolto a Acireale in Italia dal 7 al 6 aprile.
Nel fioretto, si sono aggiudicati i titoli del campionato mondiale l'italiano Daniele Garozzo, che ha battuto in finale il greco Nikolaos Kontochristopoulos, e la statunitense Nzingha Prescod che ha avuto la meglio sulla russa Maya Kokoulina.
Nella spada l'egiziano Ayman Fayez ha battuto in finale l'italiano Gabriele Bino, ottenendo il titolo mondiale cadetti maschile, mentre tra le donne l'italiana Rossella Fiamingo ha superato la connazionale Brenda Briasco.
Nella sciabola il magiaro Sebestyen Puy prevale sull'italiano Riccardo Nuccio, mentre la magiara Kata Varhelyi ha battuto l'ucraina Valeriya Chudikova.

## Podi

### Uomini
| Specialità  | Oro             | Argento                     | Bronzo                          |
| Individuali |                 |                             |                                 |
| Fioretto    | Daniele Garozzo | Nikolaos Kontochristopoulos | Robert Gatai Husayn Rosowsky    |
| Spada       | Ayman Fayez     | Gabriele Bino               | Lorenzo Bruttini Koshiro Uehara |
| Sciabola    | Sebestyen Puy   | Riccardo Nuccio             | Junghyun Kim Niccolò Marinari   |

### Donne
| Specialità  | Oro               | Argento            | Bronzo                     |
| Individuali |                   |                    |                            |
| Fioretto    | Nzingha Prescod   | Maya Kokoulina     | Regina Binet Lee Kiefer    |
| Spada       | Rossella Fiamingo | Brenda Briasco     | Hong Eun Kim Szilvia Pelka |
| Sciabola    | Kata Varhelyi     | Valeriya Chudikova | Yi Rang Im Lea Scholten    |

## Medagliere
| Pos.   | Nazione       | Oro | Argento | Bronzo | Totale |
| ------ | ------------- | --- | ------- | ------ | ------ |
| 1      | Italia        | 2   | 3       | 2      | 7      |
| 2      | Ungheria      | 2   | 0       | 3      | 5      |
| 3      | Stati Uniti   | 1   | 0       | 1      | 2      |
| 4      | Egitto        | 1   | 0       | 0      | 1      |
| 5      | Russia        | 0   | 1       | 0      | 1      |
| 5      | Ucraina       | 0   | 1       | 0      | 1      |
| 7      | Grecia        | 0   | 1       | 0      | 1      |
| 8      | Corea del Sud | 0   | 0       | 3      | 3      |
| 9      | Germania      | 0   | 0       | 1      | 1      |
| 9      | Giappone      | 0   | 0       | 1      | 1      |
| 9      | Regno Unito   | 0   | 0       | 1      | 1      |
| Totale | Totale        | 6   | 6       | 12     | 24     |